# AM-50
AM-50は、チェコスロバキア、後にチェコの架橋車両。

## 車両
1960年代末から開発され、1970年代中頃には配備された。当初は車両としてタトラのT813の8x8型を採用し、後にT815に更新されている。
橋は橋脚1本で、川幅10mから12.5mに対応できる長さ13.5m、幅4mのものを搭載している。重量制限70t、50t車まで通行可能な橋は、水深1.4mまでは標準仕様で対応、最大2mから6mの深さにまで適応するもので、最大8両まで組み合わせて延長することも可能とされている。8両を組み合わせたときの全長は107mに達する。橋は重量7.1tで、輸送時には折りたたまれ、全長8m、幅3.1m、高さ2.1mに収まる。
車両には、空気圧コントロール機能と空気フィルターによる化学兵器・放射性物質に対する防護装置を搭載している。T815を用いた型では、最高時速85kmに達し、水深1.2mまでの渡河が可能となった。
2010年に発生した洪水では、架橋によりトラックを被災地へ送るために用いられた。

## 採用国
- チェコスロバキア
  -  チェコ
  -  スロバキア
- パキスタン

## 型式
- AM-50A - T813採用型
- AM-50B - T815採用型
- AM-50EX - 開発中のT815-7採用型[4]
- AM-70 - AM-50後継車両[5]